# Hedwig and the Angry Inch
Hedwig and the Angry Inch är en amerikansk musikal, som även blivit film (2001) och är skriven och regisserad av John Cameron Mitchell, som även spelar huvudrollen Hedwig i filmen. Musiken och sångtexterna är skrivna av musikern Stephen Trask.

## Handling
En ung pojke, Hansel, växer upp i Östberlin. En dag förälskar han sig i en amerikansk sergeant, Luther Robinson, och genom Luther ser han sin chans till ett bättre liv. Men för att få följa med Luther till USA måste de gifta sig, och för att få gifta sig måste Hansel först byta kön och genomgår därför en kirurgisk operation – som dessvärre misslyckas. Hansel är varken kvinna eller man, det enda han har kvar där nere är en missbildad utbuktning som han kallar the angry inch.

## Filmatiseringen
Filmen hade premiär i USA den 27 juli 2001 i USA. I Sverige visades filmen på Stockholms Filmfestival 2001 där den vann pris för den mest ärbara filmen. Den visades aldrig på SF-bio utan sändes på TV först 2006. Filmen nominerades även till en Golden Globe för bästa huvudroll (John Cameron Mitchell).

## Musikalen
Som musikal har den spelats i många länder runt om i världen, bland andra England, Tyskland, Island, Australien och USA. I Sverige hade den premiär på Stockholms stadsteater sommaren 2008 med översättning och regi av Farnaz Arbabi och med Johannes Bah Kuhnke som Hedwig. En senare uppsättning regisserad av Hugo Hansén och med Ola Salo i huvudrollen spelades 2016 på Göta Lejon och Slagthuset samt följande år på Lorensbergsteatern.

## Musik i filmen
- Tear Me Down
- The Origin of Love
- Random Number Generation
- Sugar Daddy
- The Angry Inch
- Wig in a Box
- Wicked Little Town
- The Long Grift
- Hedwig's Lament
- Exquisite Corpse
- Wicked Little Town
- Midnight Radio